# Marian Jaworski

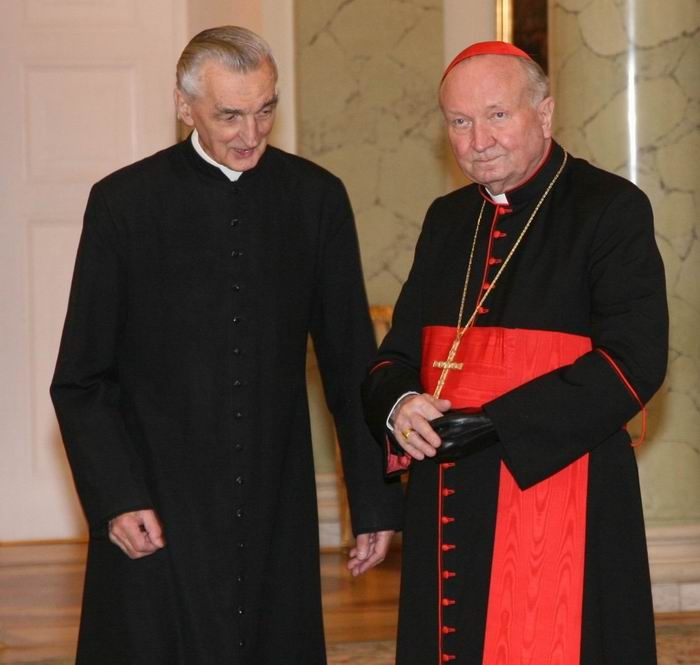
Marian kardinál Jaworski

Marian Franciszek kardinál Jaworski; ukr. Мар'ян Францішек Яворський (21. srpna 1926 Lvov – 5. září 2020) byl polský římskokatolický biskup, arcibiskup Lvova v letech 1991 až 2008, dlouholetá hlava římskokatolické církve na Ukrajině, kardinál.

## Kněz
Po ukončení střední školy vstoupil v roce 1945 do semináře ve Lvově. Po přesídlení semináře do Polska pokračoval ve studiu v Kalwarii Zebrzydowské, kde také 25. června 1950 přijal kněžské svěcení. Působil jako kaplan v několika farnostech, byl kaplanem arcibiskupa Eugeniusze Baziaka. Pokračoval ve studiu, získal doktorát z teologie a filozofie. Při železniční nehodě v roce 1967 přišel o dlaň levé ruky.
Řadu let se věnoval vědecké a pedagogické práci, byl profesorem semináře v Krakově, děkanem teologické fakulty v Krakově (1976 až 1981) a rektorem Papežské teologické akademie v Krakově (1981 až 1987). Spolu s tehdejším krakovským kardinálem Karolem Wojtylou se podílel na organizaci a obnově teologických fakult v Polsku a usiloval o jejich uznání státními komunistickými orgány.

## Biskup
V květnu 1984 ho papež Jan Pavel II. jmenoval biskupem a administrátorem polské části lvovské arcidiecéze se sídlem v Lubaczowě. Biskupské svěcení přijal 23. června téhož roku, světitelem byl kardinál Franciszek Macharski.
Dne 16. ledna 1991 ho Jan Pavel II. jmenoval arcibiskupem-metropolitou lvovské arcidiecéze pro katolíky latinského obřadu. O rok později se stal předsedou Konference římskokatolických biskupů Ukrajiny. Věnoval se budování lvovského semináře a zlepšení stavu katolických kostelů a celkové rekonstrukci ukrajinské církve .

## Kardinál
Při konzistoři 21. února 1998 byl kreován in pectore kardinálem. Jeho jmenování oznámil Jan Pavel II. veřejně při další konzistoři dne 21. února 2001. Byl dlouholetým přítelem Jana Pavla II. Umírajícímu papeži v roce 2005 udělil svátost nemocných.
Od roku 1998 je členem Papežské rady pro rodinu. Publikoval více než 140 vědeckých prací a odborných článků. Dne 21. října 2008 přijal papež Benedikt XVI. jeho rezignaci na funkci lvovského metropolity vzhledem k dovršení kanonického věku. Jako emeritní biskup žije v krakovské arcidiecézi. Jeho nástupcem se stal arcibiskup Mieczysław Mokrzycki.